# Biserica de lemn din Stolojani-Iovan

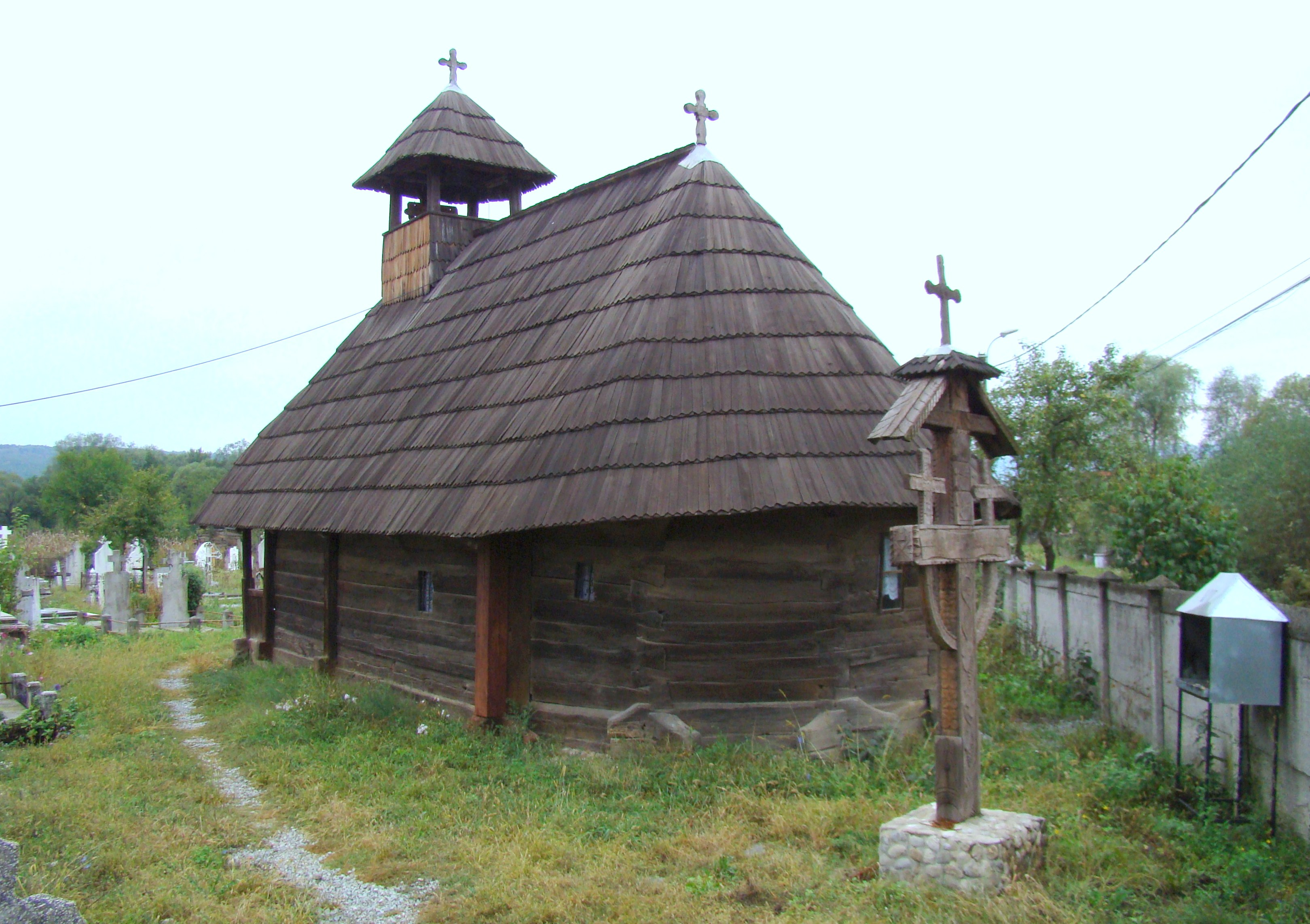
Biserica de lemn „Sfântul Ioan Botezătorul” din Stolojani-Iovan, comuna Bălești, județul Gorj, foto: septembrie 2009.

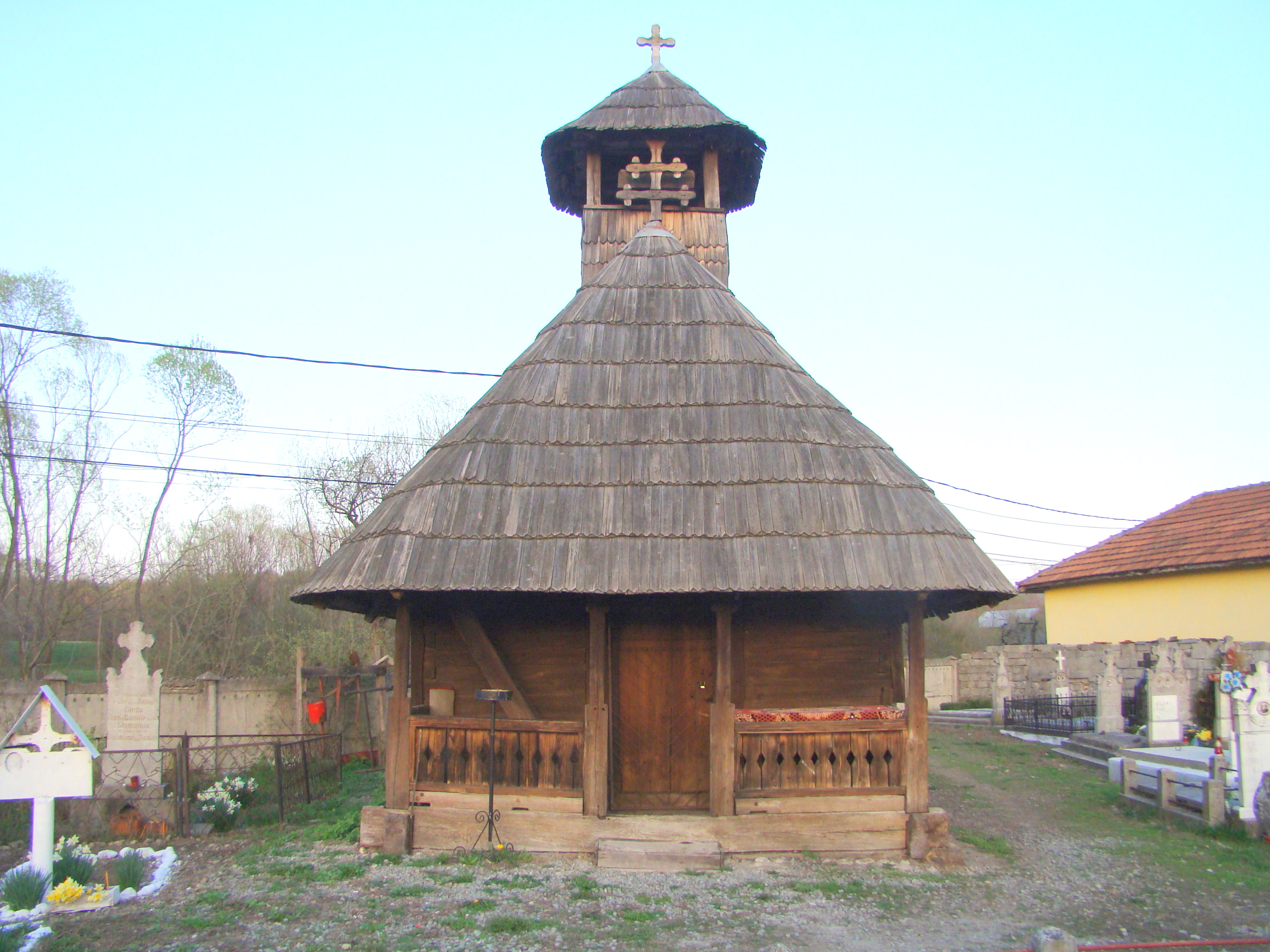
Biserica de lemn „Sfântul Ioan Botezătorul” din Stolojani-Iovan, comuna Bălești, județul Gorj, foto: aprilie 2018.

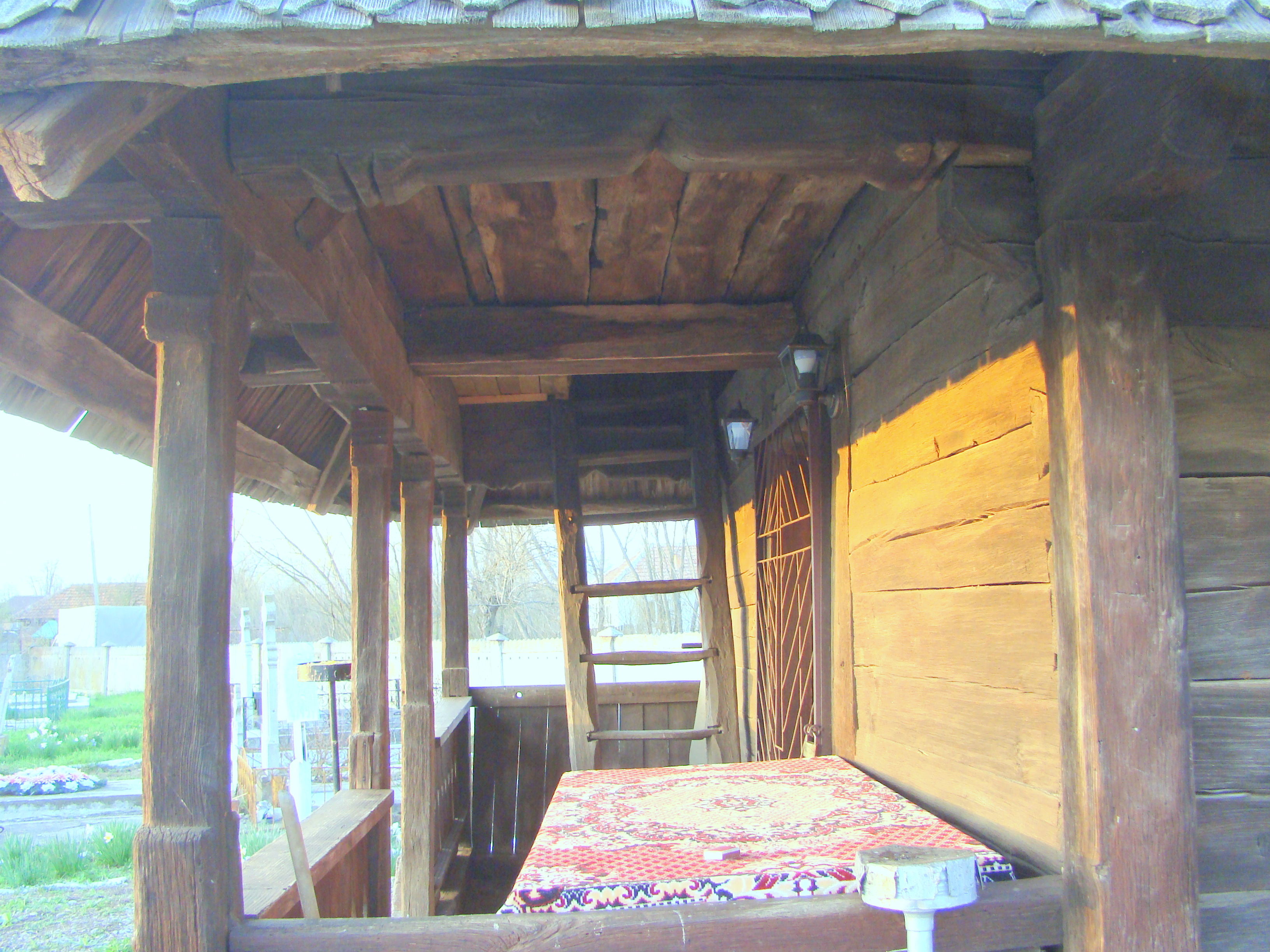
Prispa (vedere din lateral)

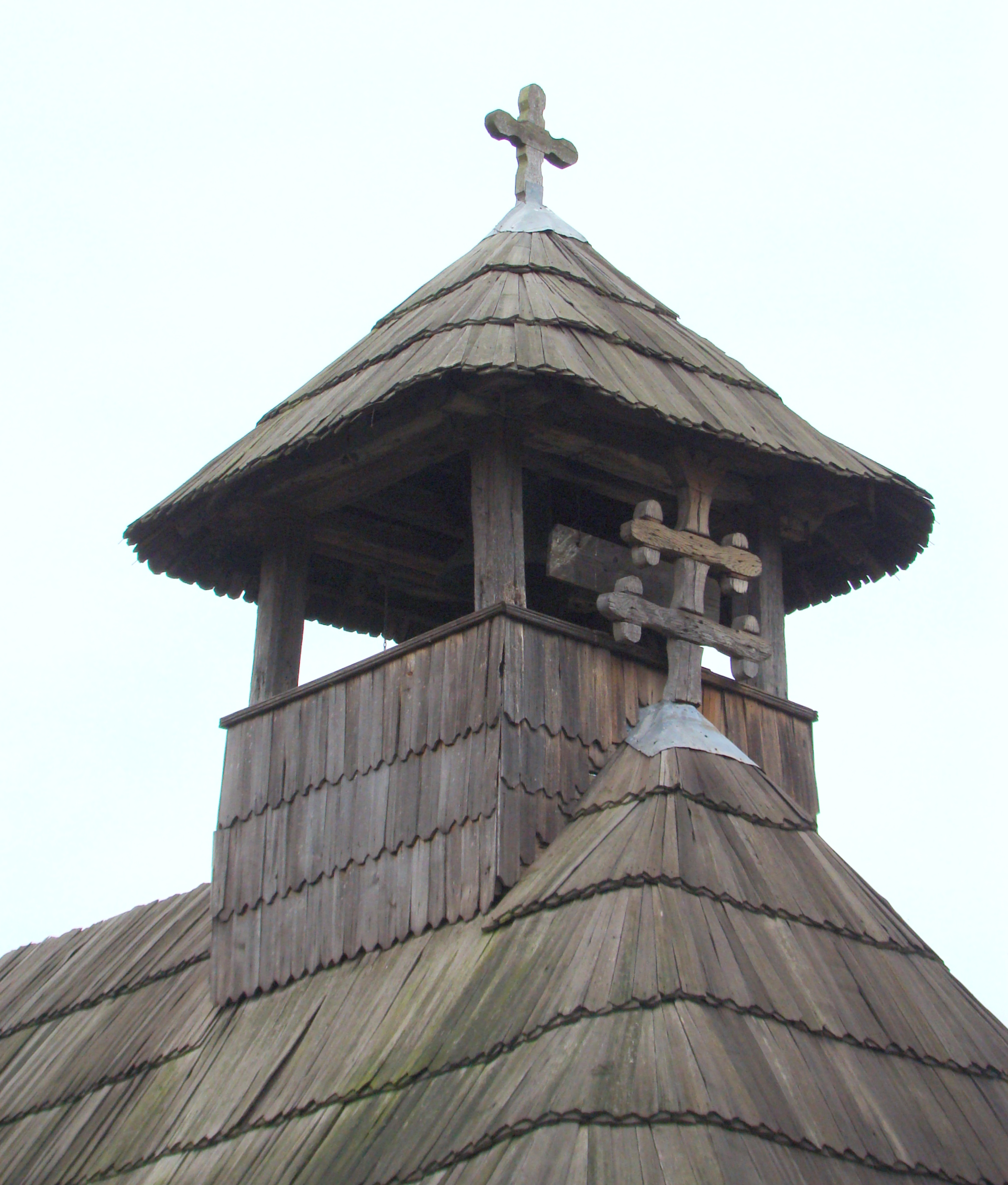
Clopotnița (vedere din lateral)

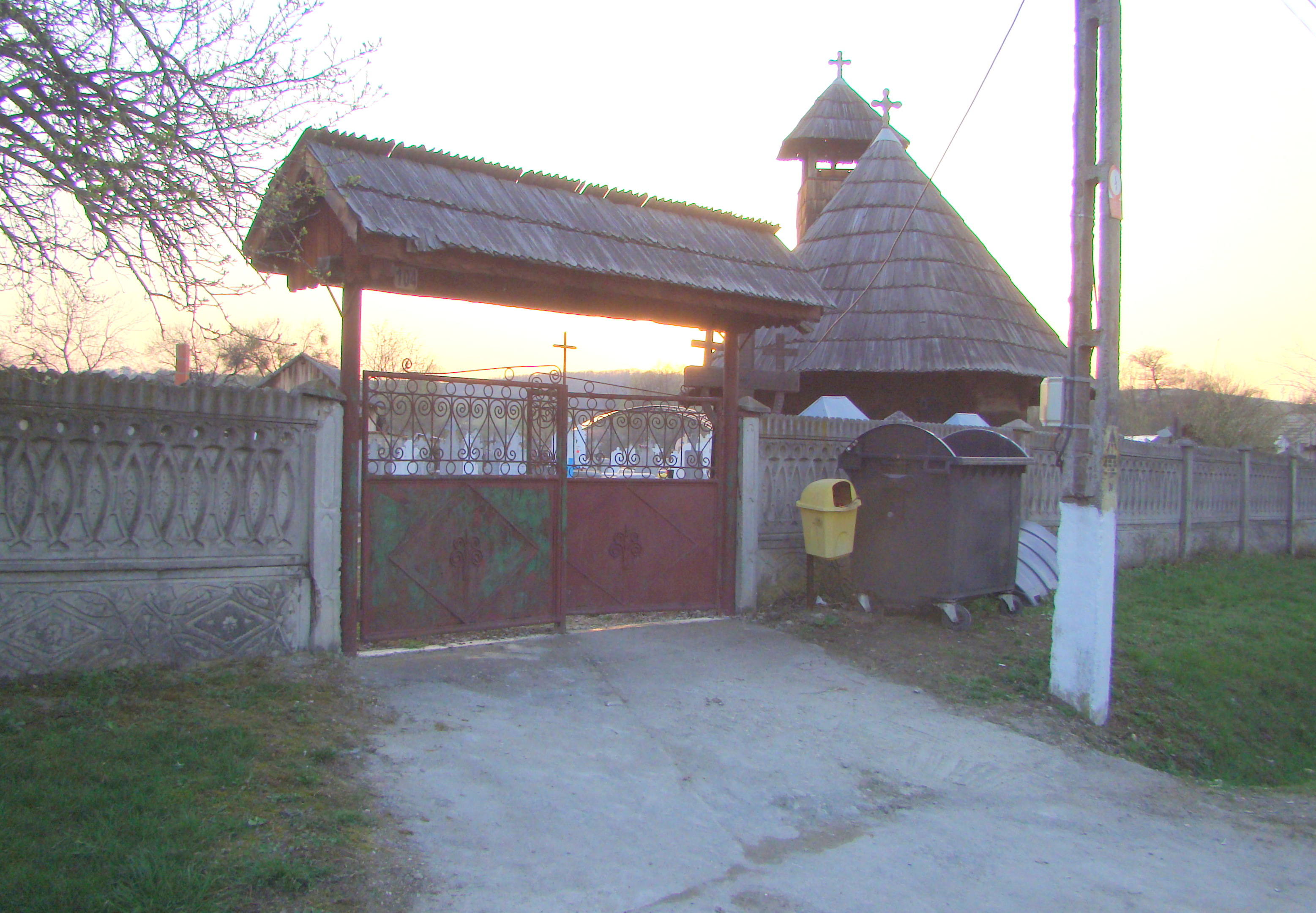
Biserica văzută din drum

Biserica de lemn din Stolojani-Iovan, se află în satul Stolojani, comuna Bălești, județul Gorj; ea datează din anul 1730. Are hramul „Sfântul Ioan Botezătorul”. 

## Istoric și trăsături
Biserica Sfântul Ioan Botezătorul „La Iovan” a fost construită în anul 1730, ctitorul fiind reconfirmat în zapisul unei tipărituri râmnicene, din 1731:  „acest sfânt și Dumnezeesc Triod ce l-au dăruit popa Vasile ot Stolojani la biserica lui ce au făcut el, unde iaste hramul Sfântul Ioan Predetici ...”.
Pereții, cu îmbinări frumoase, în coadă de rândunică, înscriu o navă dreptunghiulară și o absidă poligonală, cu cinci laturi, doar foarte ușor retrasă.
Cadrul intrării, cu pragul de sus decorat în acoladă, și elementele prispei, datează din secolul XIX.
Acoperișul bisericii are învelitoare de șindrilă. La interior, nava este acoperită de o boltă semicilindrică, iar altarul de un semicilindru intersectat de trei fâșii curbe. Deasupra pronaosului boltirea a fost înlocuită prin tavan drept, pentru a face loc clopotniței, de mici dimensiuni, care a fost adăugată mai târziu.
Tâmpla bisericii, de dimensiuni modeste, este pictată (cuprinde două registre de icoane), inclusiv ușile diaconești (cu reprezentarea Sf.Gheorghe și a Sf.Dumitru) de popa Dumitru zugravu.

## Imagini din exterior

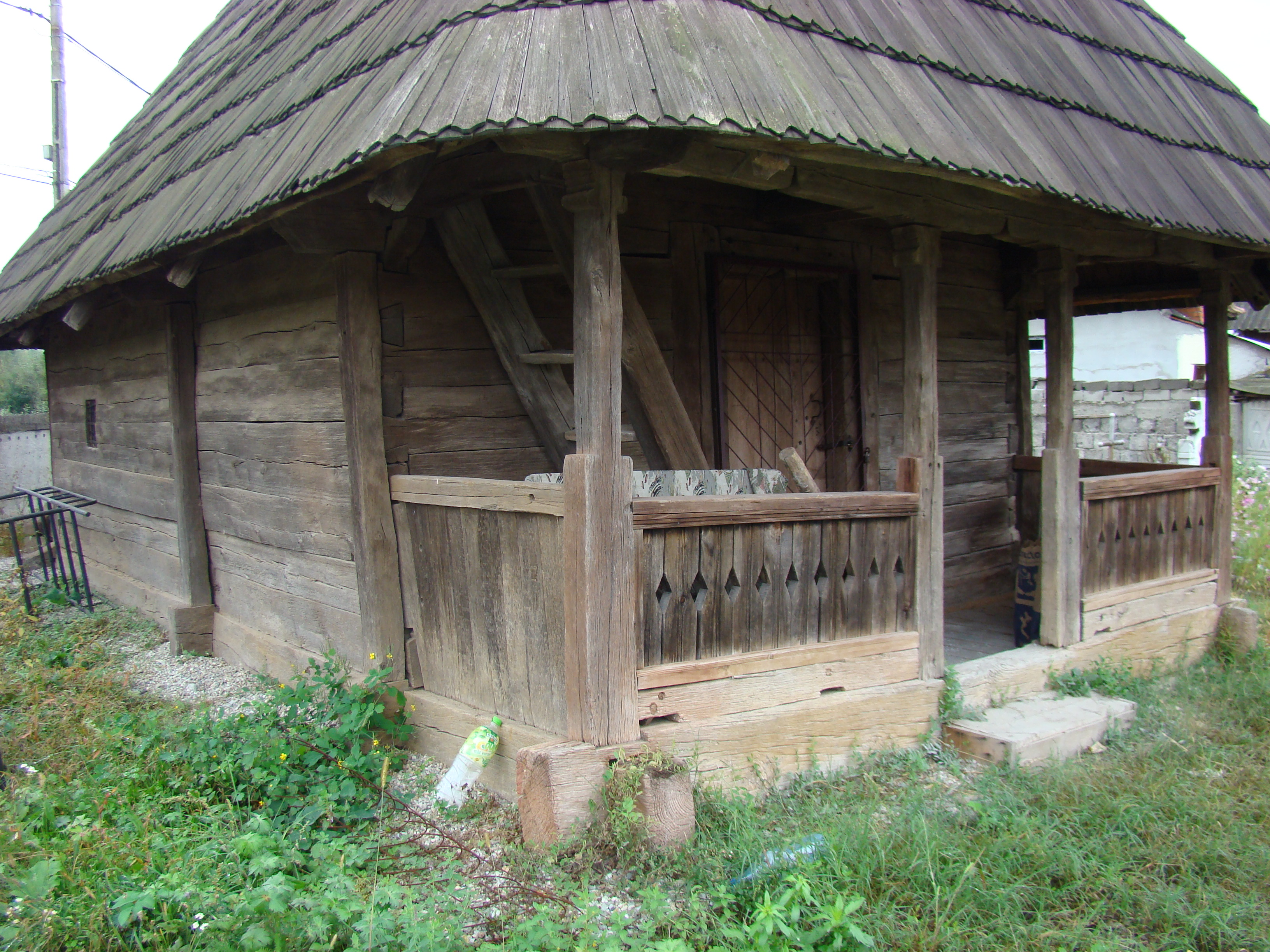
Prispa
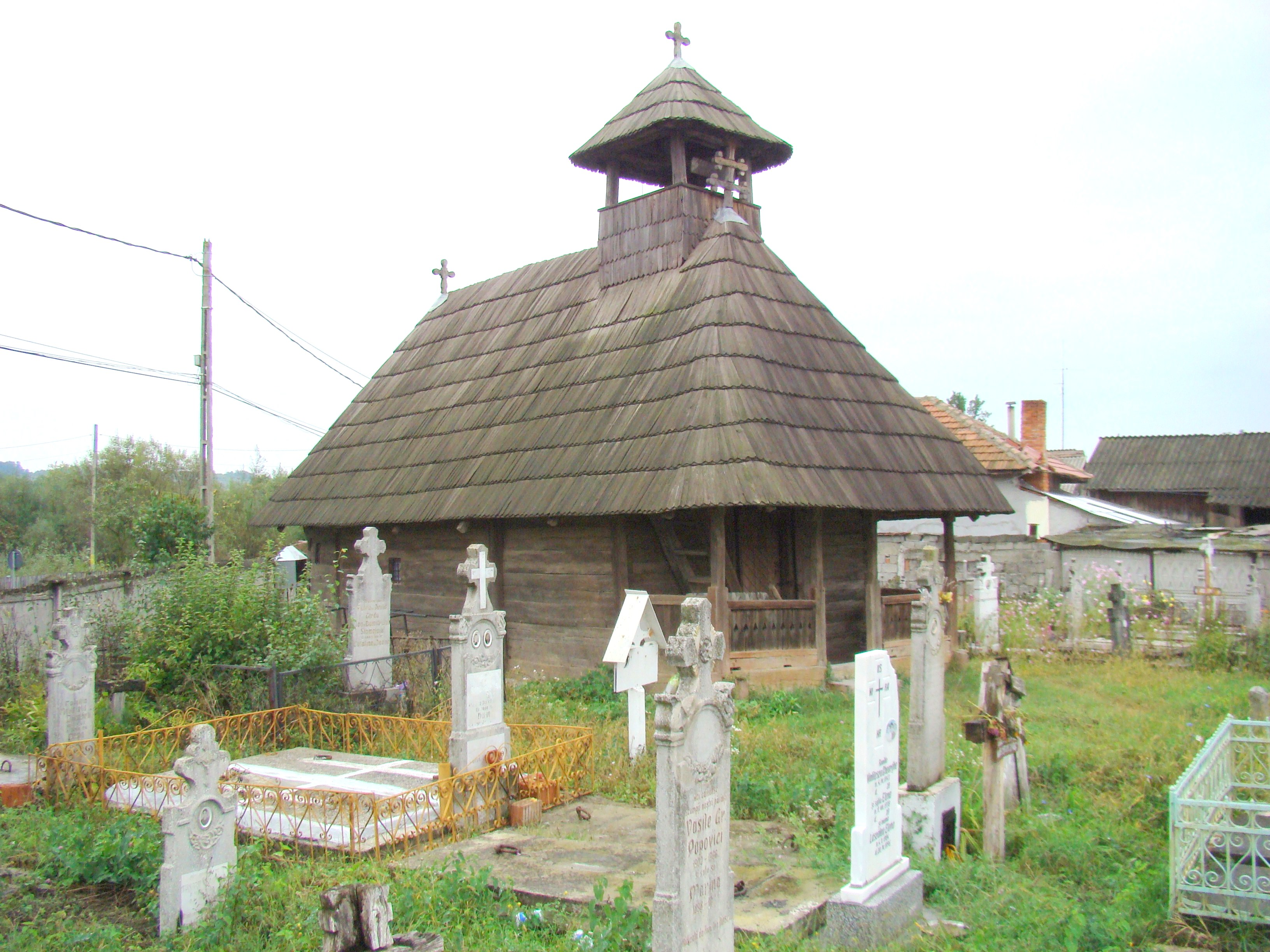
Biserica (nord-vest)
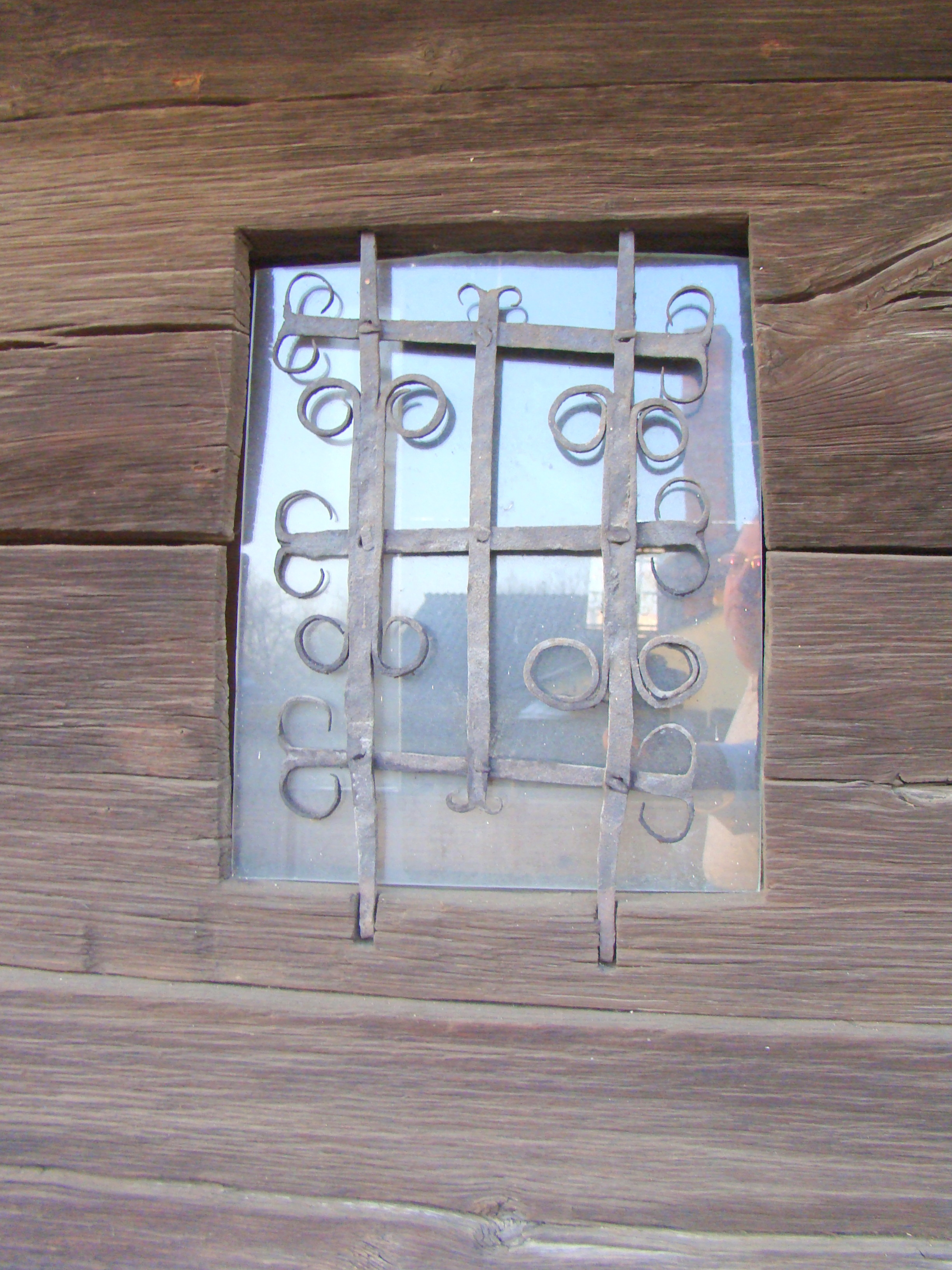
Fereastră
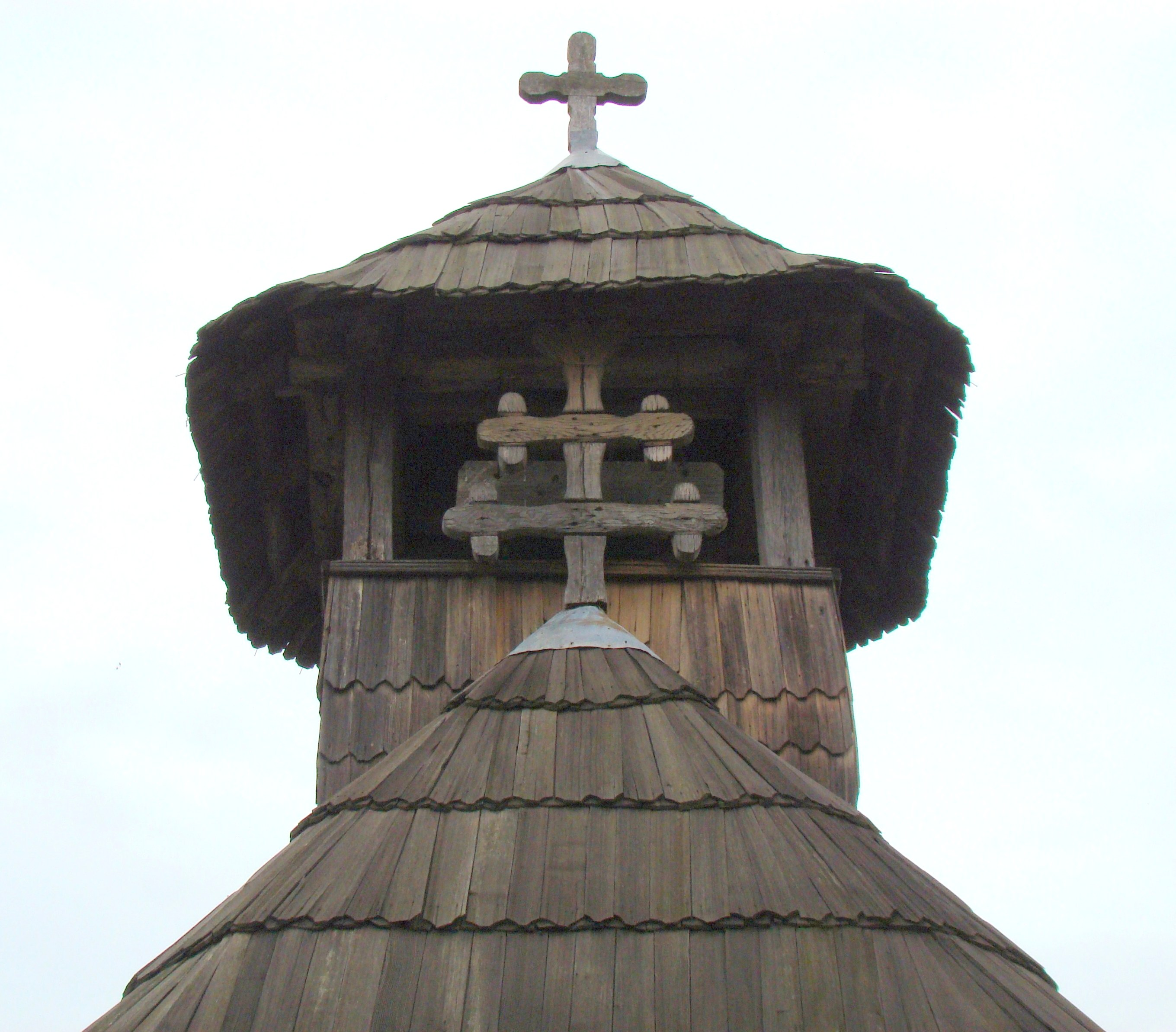
Clopotnița
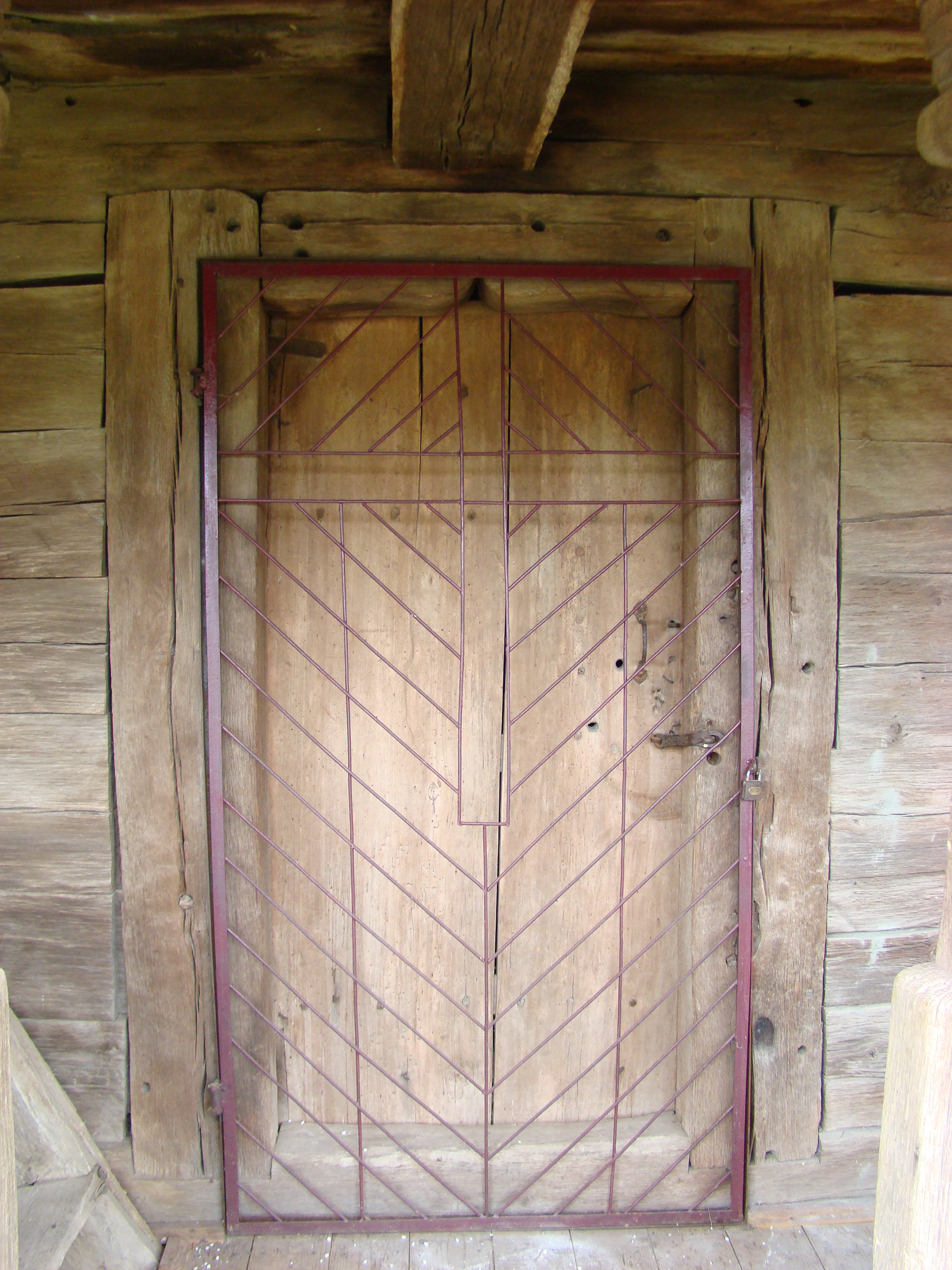
Cadrul intrării
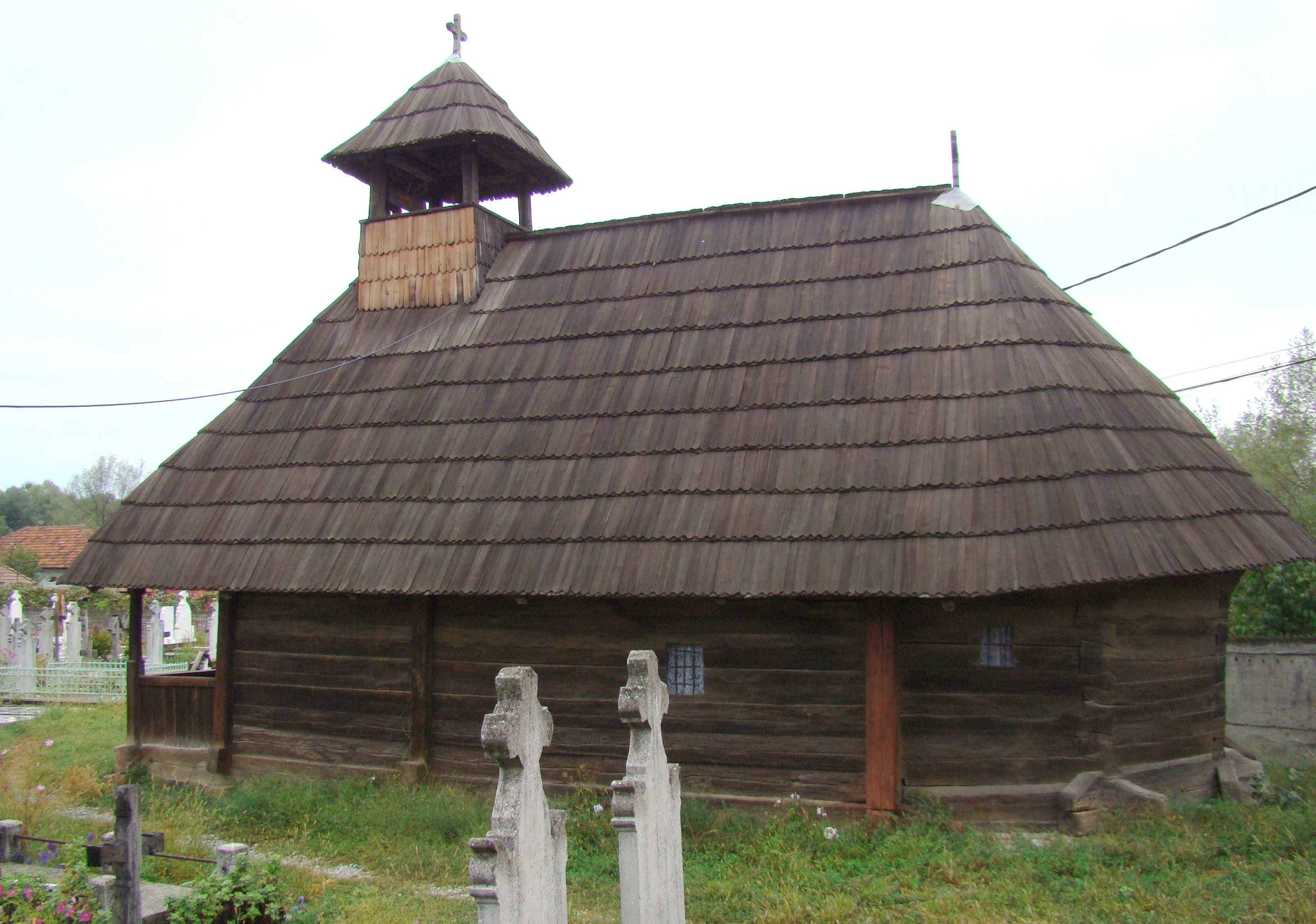
Biserica (sud-est)
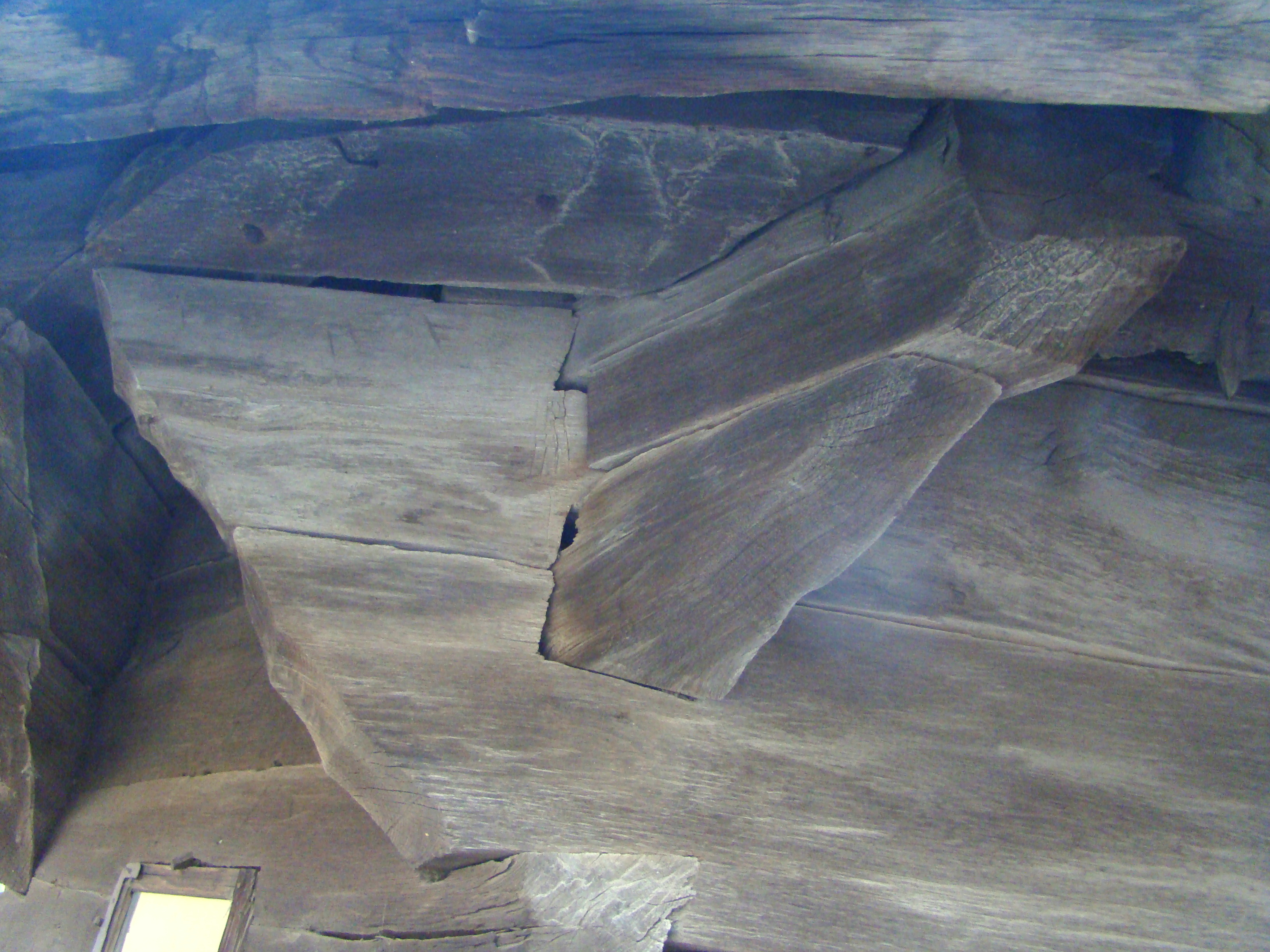
Console
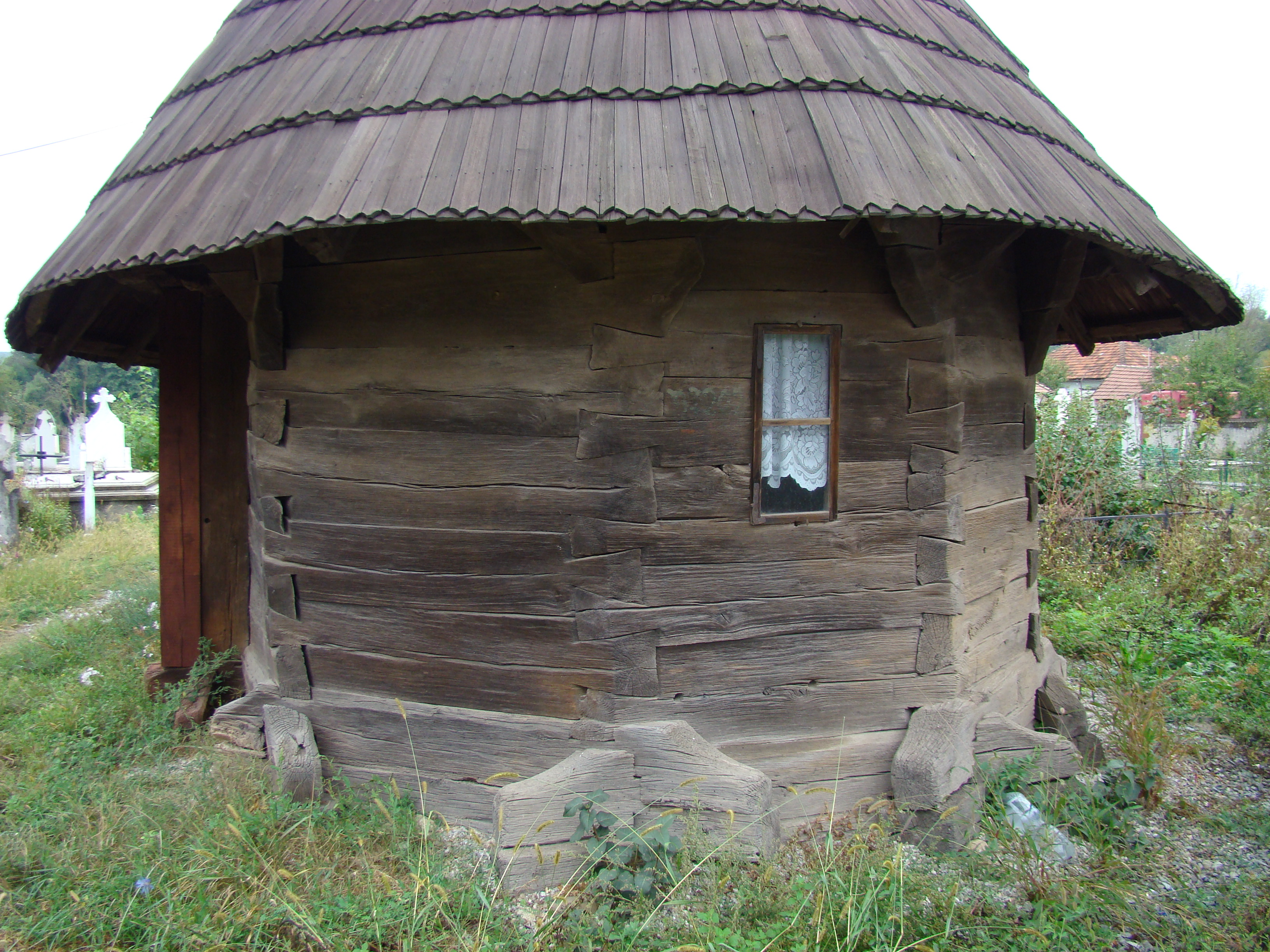
Absida altarului